# 德國聯邦財政部
德國聯邦財政部（德語：Bundesministerium der Finanzen）是德國聯邦政府的部會之一，主掌聯邦預算。財政部長在認為政府決策會造成額外費用時可行使否決權，是唯一擁有否決權的部長。

## 歷史

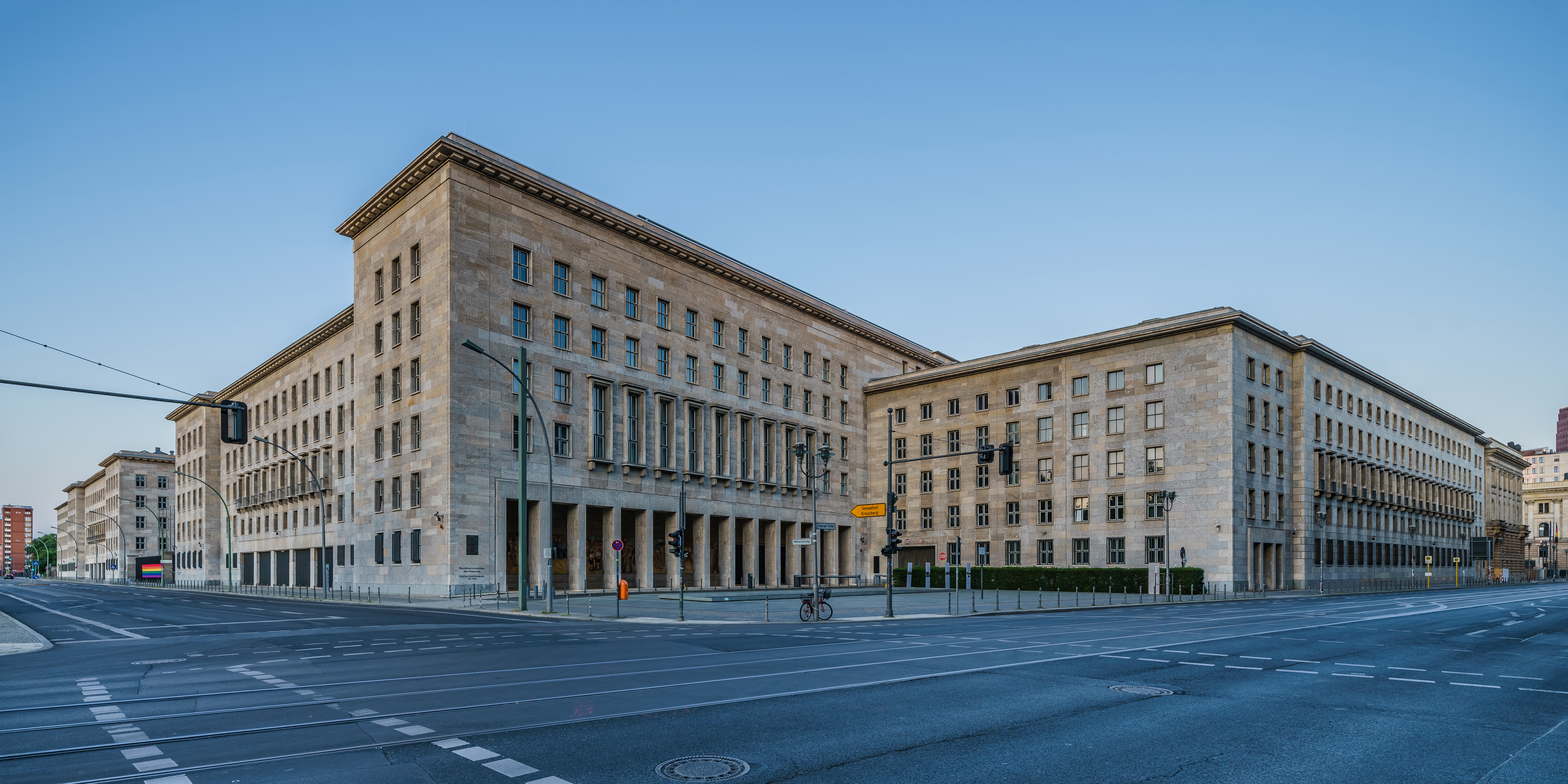
自1999年以來聯邦財政部在柏林的原航空部大樓辦公。

聯邦財政部是德國政府中所謂“經典五部”之一，即五個源頭可以追溯到俾斯麥時代的五個主要部門。(其他四部是民政部、外務部、法部和軍部。）聯邦財政部最早是1877年德國統一後，在宰相府下設的度支局，1879年分出設立帝國國庫署（Reichsschatzamt）。一戰以後，面臨財政危機的魏瑪共和國將國庫署改組為財政部（Reichsministerium der Finanzen）掌管經濟政策，同時分別設立國庫部（Reichsschatzministerium），管理聯邦政府資產。1923年兩部合并。魯茨·馮·科洛希克1932年出任財相，此後一直擔任此職直到1945年納粹政府被解散。兩德分裂後，1949年西德政府重設聯邦財政部，即現存的聯邦財政部。1950年東德也重設財政部，1990年隨東德政府解散。1999年聯邦財政部從波恩遷柏林。

## 組織
財政部下分十個部門：
- 中央司（Zentralabteilung，Z）
- 財政政策及總體經濟事務司（Finanzpolitische und volkswirtschaftliche Grundsatzfragen，Ⅰ）
- 聯邦預算司（Bundeshaushalt，Ⅱ）
- 關稅、消費稅、酒壟斷司（Zölle; Verbrauchsteuern; Branntweinmonopol，Ⅲ）
- 稅務司（Steuerabteilung，Ⅳ）
- 聯邦金融關係、憲法及法律事件司（Föderale Finanzbeziehungen, Staatsrecht und Rechtsangelegenheiten，Ⅴ）
- 法律事務與服務司（Justiziariat und Service，Ⅵ）
- 金融市場政策司（Finanzmarktpolitik，Ⅶ）
- 私有化、控股及聯邦房地產司（Privatisierungen, Beteiligungen und Bundesimmobilien，Ⅷ）
- 歐洲政策司（Europapolitik，E）

## 外部連結
- 官方網站 （页面存档备份，存于）（德文）